# Buffalo Stance
Buffalo Stance ist ein Lied von Neneh Cherry aus dem Jahr 1988, das von ihr selbst zusammen mit ihrem späteren Ehemann Cameron McVey, Ramacon und Morgan geschrieben wurde. Produziert wurde der Titel von Tim Simenon und Mark Saunders. Es erschien auf dem Album Raw Like Sushi.

## Geschichte
Eine frühere Version des Liedes erschien bereits im Jahre 1986 auf der B-Seite zur Single Looking Good Diving des Duos Morgan-McVey, welches aus Jamie Morgan und Cameron McVey bestand. Das Lied der A-Seite mit dem Titel Looking Good Diving With The Wild Bunch wurde von Cherry gesungen und von dem britischen Produzententeam Stock Aitken Waterman produziert. Cherry war Gitarre spielend im dazugehörigen Musikvideo zu sehen.
Der Titel des Liedes Buffalo Stance bezieht sich auf eine Gruppe von Fotografen, Models, Musikern, Friseuren und Visagisten etc. namens Buffalo. Gegründet wurde diese Gruppe vom Stylisten Ray Petri. Cherry, Morgan und McVey waren Mitglieder der Gruppe. Das Lied handelt davon, wie bei einem Fotoshooting für ein Londoner Fashion-Magazin der 1980er Jahre posiert wird. Der Titel des Liedes ist ebenfalls eine Referenz an Malcolm McLarens Lied Buffalo Gals, welches in Buffalo Stance gesampelt wird.
Im Lied werden Elemente der Elektronischen Tanzmusik mit Hip-Hop gemischt.
Die Veröffentlichung von Buffalo Stance fand im November 1988 statt. Das Lied bedeutete für Cherry den internationalen Durchbruch; in den Vereinigten Staaten erreichte der Titel Platz 3 der Billboard Hot 100 und Platz 3 im Vereinigten Königreich. In den amerikanischen Dance- und Clubcharts wurde der Titel ein Nummer-eins-Hit, ebenso in den Niederlanden und Schweden.
Das Lied erschien später in einem Radiosender beim Spiel Grand Theft Auto: Liberty City Stories. Auch im Film Slaves of New York von James Ivory fand das Lied Verwendung.
Cherry veröffentlichte von ihrem Hit zahlreiche Remixversionen und überarbeitete Fassungen, wodurch es noch immer ein populärer Club-Klassiker ist. 2010 erlangte die Kuduro-Version der portugiesisch-angolanischen Band Buraka Som Sistema in Europa erneute Popularität.

## Rezeption

### Chartplatzierungen
| ChartsChartplatzierungen       | Höchstplatzierung | Wochen |
| ------------------------------ | ----------------- | ------ |
| Deutschland (GfK)              | 2 (20 Wo.)        | 20     |
| Österreich (Ö3)                | 7 (14 Wo.)        | 14     |
| Schweden (GLF)                 | 1 (7 Wo.)         | 7      |
| Schweiz (IFPI)                 | 2 (12 Wo.)        | 12     |
| Vereinigte Staaten (Billboard) | 3 (24 Wo.)        | 24     |
| Vereinigtes Königreich (OCC)   | 3 (13 Wo.)        | 13     |

| ChartsJahrescharts (1989)      | Platzierung |
| ------------------------------ | ----------- |
| Deutschland (GfK)              | 21          |
| Vereinigte Staaten (Billboard) | 36          |

### Auszeichnungen für Musikverkäufe
| Land/Region                  | Auszeichnungen für Musikverkäufe (Land/Region, Auszeichnung, Verkäufe) | Verkäufe |
| ---------------------------- | ---------------------------------------------------------------------- | -------- |
| Kanada (MC)                  | Gold                                                                   | 50.000   |
| Schweden (IFPI)              | Gold                                                                   | 25.000   |
| Vereinigte Staaten (RIAA)    | Gold                                                                   | 500.000  |
| Vereinigtes Königreich (BPI) | Silber                                                                 | 200.000  |
| Insgesamt                    | 1× Silber · 3× Gold ·                                                  | 775.000  |